# Baanka Somaliland

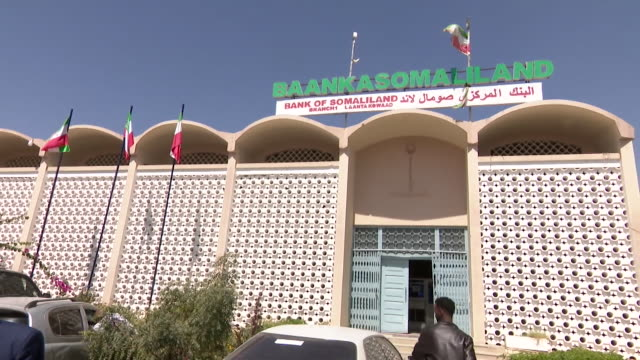
Bank of Somaliland Building

Die Baanka Somaliland ist die Zentralbank von Somaliland, welche aber auch als normale Geschäftsbank tätig ist. Sie wurde Oktober 1994 gegründet und emittiert den Somaliland-Schilling.

## Aufgaben
Nach Artikel 3 des Gesetzes zur Gründung der Baanka Somaliland sind die Aufgaben der Bank:
- Erhaltung der Stabilität der Währung nach innen und außen
- Festlegung der Leitzinsen zur Gewährleistung eines gleichmäßigen Wachstums der somalischen Wirtschaft
- Teilnahme an der Finanz- und Wirtschaftspolitik des Staates Somaliland.

## Leitung
Die Bank wird von einem siebenköpfigen Board of Directors geleitet. Dieser hat die alleinige Zuständigkeit für die Errichtung und Schließung von Filialen, die Festlegung der Eigenkapitalquote der Bank sowie für sämtliche weitreichenden Entscheidungen zur Organisation der Bank und zu deren Geldpolitik.

## Zweigstellen
Die Bank hat neben ihrer Hauptstelle in Hargeysa sieben Filialen und vier Geldwechselstellen an den Flughäfen des Landes.